# Ibias
Ibias település Spanyolországban, Asztúria autonóm közösségben. Ibias Allande, Cangas del Narcea, Degaña, Peranzanes, Candín, Navia de Suarna, A Fonsagrada és Negueira de Muñiz községekkel határos. Lakosainak száma 1098 fő (2024).

## Népesség
A település népessége az utóbbi években az alábbiak szerint változott:
| Lakosok száma | 2152 | 1972 | 1797 | 1711 | 1634 | 1516 | 1362 | 1251 | 1152 | 1098 |
|               | 2001 | 2004 | 2007 | 2009 | 2012 | 2014 | 2017 | 2019 | 2022 | 2024 |